# Sondermunitionslager Kellinghusen
Das Sondermunitionslager Kellinghusen (engl. Special Ammunition Site, SAS) war ein Depot für taktische Kernwaffen der Streitkräfte der Vereinigten Staaten etwa drei Kilometer nordwestlich der Stadt Kellinghusen im Kreis Steinburg.

## Aufgabe
Im Rahmen der nuklearen Teilhabe sollten die amerikanischen nuklearen Gefechtsfeldwaffen durch deutsche Trägersysteme eingesetzt werden. Gelagert wurden Artilleriegeschosse für 203mm und 155mm-Haubitzen (W-33 und W-79 bzw. W-48).

## Verbände
Verbände, für die die Kernwaffen vorgesehen waren, waren die Divisionsartillerie der 6. Panzergrenadierdivision (Feldartilleriebataillon 61 und das Raketenartilleriebataillon 62 in Kellinghusen) sowie die Brigadeartillerieverbände (Panzerartilleriebataillon 165 in Wentorf, Panzerartilleriebataillon 177, Hamburg-Rahlstedt und Panzerartilleriebataillon 185 in Boostedt).
Die amerikanischen Einheiten zur Bewachung des „inneren Rings“ waren das 13th U.S. Army Field Artillery Detachment (USAFAD) (1961–1992), die 552nd US Army Artillery Group (bis 1966) und die 294th U.S. Army Artillery Group (ab Juni 1966). Der „äußere Ring“ wurde durch die Begleitbatterie 6 (die Begleitbatterie 6 hatte auch Sicherungsaufgaben im inneren Bereich) gesichert, die mit 300 Mann annähernd Bataillonsstärke hatte. Sie wurde im November 1960 aufgestellt und 1964 von Boostedt nach Kellinghusen verlegt, als die Liliencron-Kaserne ausgebaut wurde. Die US-Soldaten zogen Ende 1991 ab.

## Dienst in der Begleitbatterie
Die Mannschaften in der Begleitbatterie waren auf 4 Staffeln aufgeteilt, von denen jeweils zwei Staffeln einen Block bewohnten. Eine Staffel war in zwei Züge unterteilt, die wiederum aus 3 Gruppen bestanden. Der höchste Dienstgrad war Hauptmann als Batteriechef, die Staffelführer waren jeweils Feldwebel, ebenso die Zugführer. Die Gruppenführer waren Unteroffiziere oder in Ausnahmefällen besonders geeignete Mannschaftsdienstgrade.
Der Dienst während der Wach-Woche auf dem Lager war in Schichten unterteilt, die reihum den vier Staffeln zugeteilt wurden. Während ein Zug sich auf dem Lager befand, befand sich der andere (Alert Force) in Bereitschaft in der Kaserne und nahm an der normalen Ausbildung teil, ohne jedoch die Kaserne zu verlassen. Auf dem Lager wurde der Dienst in jeweils zweistündige Schichten eingeteilt, in denen sich das Personal auf den Wachtürmen, beim Security Alert Team (SAT) und Personenkontrollposten (PKP) abwechselte. Auf dem Lager wurde grundsätzlich scharfe Munition am Mann getragen, die Waffe war jedoch nur teilgeladen. Der Kontrolle der Waffen kam eine hohe Bedeutung zu, vor jeder Rückkehr in das Wachgebäude wurden diese durch den Gruppenführer kontrolliert. Die psychische Belastung der Soldaten war wegen der Enge im Wachgebäude, welches nur für die Patrouillengänge verlassen werden durfte, dem monotonen Dienst auf den Wachtürmen und dem ständigen Schichtwechsel rund um die Uhr sehr hoch.
Außer dem SAT, bestehend aus drei ständig bewaffneten Personen im Wachgebäude, hatte kein Soldat der Bundeswehr Zugang zum inneren Bereich. Der innere Bereich unterstand vollständig der Verantwortung der Amerikaner des 13th USAFAD. Diese waren mit drei bis vier Personen ebenfalls dauerhaft im Lager präsent, wurden aber von den deutschen Soldaten räumlich getrennt gehalten.
Der Zugang zum äußeren Bereich des Lagers erfolgte durch den PKP, der bei einem Besucher zunächst das Tages-Kennwort abfragte, bevor dieser in eine Schleuse eingelassen wurde. In der Schleuse legte der Besucher seinen Truppenausweis vor, der auf Echtheit kontrolliert wurde. Weiterhin schlug der PKP im sog. „Roster“ nach ob der Besucher zum Eintritt in das Lager befugt war. Erst wenn alle Kontrollen positiv verlaufen waren, öffnete er eine weitere Schleuse und der Besucher wurde durch den Wachzugführer empfangen und der Zustand seiner Waffe kontrolliert, bevor er in das Wachgebäude eingelassen wurde.

## Zustand heute
Das Gelände dient seit der Aufgabe des Lagers als Naherholungsgebiet und ist frei zugänglich. Die noch vorhandenen Gebäude sind entkernt, offen und ebenfalls zugänglich. Sie sind aber durch Vandalismus zum Teil stark beschädigt. Ein intaktes Tunnelsystem verbindet einzelne Gebäude und Stellungen.
Seit Frühjahr 2021 befindet sich die Anlage im Rückbau, der Turm und das Gebäude wurden bereits abgerissen. Verbleibend sind nur noch einige Bunkerrückstände.